# ミナミブタオザル
ミナミブタオザル (南豚尾猿、学名：Macaca nemestrina) は、哺乳綱霊長目オナガザル科マカク属に分類されるサル。別名スンダブタオザル。

## 分布
インドネシア、タイ王国、ブルネイ、マレーシア
マレー半島の南半分からタイの南端、ボルネオ島、スマトラ島、バンカ島で見られる。

## 形態
マカク属の他の種と同様に、オスはメスよりも大きく、オスは体長50-58cm、体重5-12kg、メスは体長38-48cm、体重4.5-6kgである。バフ色の毛皮で、背側は色が濃く、腹側は色が薄い。半分立った短い尾がブタの尾に似ているところから名前が付けられた。

## 分類
種小名nemestrinaは、ラテン語で「森の神」の意がある語に由来する。以前は本種をブタオザルとして、キタブタオザルMacaca leoninaを亜種に含めており、旧メンタワイマカク（メンタワイブタオザル）M. pagensisを含める説もあった。2001年にキタブタオザルを独立種とする説が提唱され、2002年にメンタワイマカクをパガイマカクM. pagensisとシベルトマカクM. siberuの2種に分割する説が提唱された。

## 生態

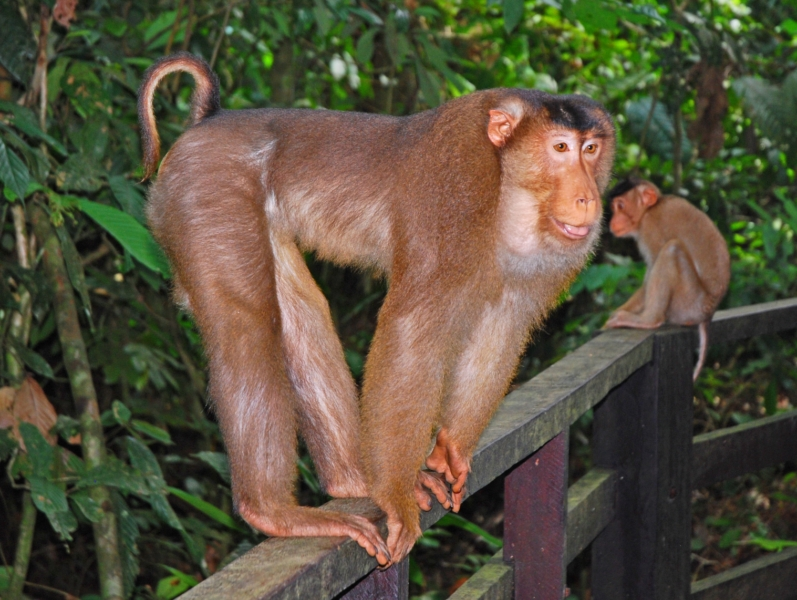
マレーシアにあるセピロック・オランウータン・リハビリテーションセンターのブタオザル

標高2000mまでの熱帯雨林でよく見られるが、プランテーションや庭にも入り込んでくる。
主に地上で生活するが、木に登ることもできる。他の全ての霊長目と異なり、水を好む。大きな群れで生活するが、昼間は小さな群れに分かれて餌を探す。雑食であり、主に果物、種子、穀物、キノコ、無脊椎動物等を食べる。マレーシアの半島での調査では、Daemonorops calicarpaやCalamus castaneus等のラタンの種子の主要な、そして恐らくは唯一の運搬者となっていた。
オスの中では強さ、メスの中では遺伝に基づく順位制がある。そのため、アルファメスの娘は、すぐに群れの中の全ての他のメスよりも上位に位置付けられる。アルファメスが群れを率い、オスの役割は、群れの中での争いの解決と、群れを守ることである。
メスの妊娠期間は約5.7か月続く。2年ごとに1匹の子供を産む。4-5か月で離乳し、3-5年で性成熟する。
タイでは、ココナッツの収穫のため、400年も訓練されている。
天敵として　トラ、ヒョウ、ウンピョウ、ニシキヘビがいる。

## 人間との関係
現地ではberokとして知られる。
1950年まではシンガポールにも生息していたとの記録があるが、恐らく逃げ出したペットだったと考えられる。現在、シンガポールで唯一のブタオザルは、導入されたものである。